# Emma Muscat
Emma Louise Marie Muscat, född 27 november 1999 i St. Julian's på Malta, är en maltesisk sångerska och modell som arbetar i Italien. 
Muscat vann 2022 den maltesiska uttagningen till Eurovision Song Contest med låten "Out of Sight", men representerade Malta i tävlingen med en annan låt, "I Am What I Am", men gick inte vidare från semifinalen.